# Roskilde Domkirke (dokumentarfilm)
|  | Denne artikel er oprettet af botten Steenthbot ud fra en ekstern database. Den kan derfor have sproglige fejl eller mangler. Denne skabelon kan fjernes efter kontrol af indholdet. |

Roskilde Domkirke er en dansk dokumentarfilm fra 1942 instrueret af Gunnar Robert Hansen efter eget manuskript.

## Handling
Skildring af Roskilde Domkirke, både som bygningsværk og som hvilested for de danske konger.